# آناتول روشکو
آناتول روشکو (انگلیسی: Anatol Roshko؛ زادهٔ ۱۵ ژوئیهٔ ۱۹۲۳) یک فیزیک‌دان، مهندس، و استاد دانشگاه اهل ایالات متحده آمریکا است.
عدد روشکو در دینامیک سیالات به افتخار وی نامگذاری شده است. وی همچنین برندهٔ جوایزی همچون جایزه دینامیک سیالات شده است.